# Campylium reichenbachianum
Campylium reichenbachianum är en bladmossart som beskrevs av Brotherus 1908. Campylium reichenbachianum ingår i släktet spärrmossor, och familjen Amblystegiaceae. Inga underarter finns listade i Catalogue of Life.